# Fiona Compton
Fiona Compton est une artiste photographe et réalisatrice saint-lucienne active à partir des années 2010.

## Biographie
Installée à Londres dans les années 2000, Fiona Compton exerce comme photographe professionnelle pour des éditeurs du Royaume-Uni.
Son travail se focalise sur la représentation de la diaspora afro-caribéenne dans l'art et les médias. Dans ce contexte, elle organise des ateliers pour enfants et jeunes adultes, leur enseignant l'histoire et la culture des Caraïbes et leurs liens avec l'Afrique, et utilise le compte Instagram Know Your Caribbean. En 2017, elle travaille également sur un film, The Revolution of the Fairytale, destiné à mettre en lumière des héros caribéens inconnus.
En 2018, dans le cadre de la campagne 16 Days of Activism against Gender-based Violence (en), son court métrage Silence remporte le troisième prix de la compétition 16 Days 16 Films. Elle intervient également aux côtés de Don Letts sur Channel 4 pour discuter de l'appropriation culturelle.
Impliquée dans le carnaval de Notting Hill à partir de 2007, elle lance la campagne Not Asking For it en 2016 pour mettre en lumière et protéger les femmes et enfants de la diaspora victimes de violences sexuelles et domestiques,.

## Filmographie
- 2012 : Caribbean Footsteps (productrice associée)[6] ;
- 2018 : The Revolution of the Fairytale (réalisatrice)[7].

## Vie privée
Fiona Compton est la fille de Sir John Compton, Premier ministre de Sainte-Lucie à trois reprises, et la sœur de la femme politique Jeannine Compton-Antoine (en) et de la cheffe cuisinère Nina Compton (en).